# Takako Iida
Takako Iida, född 3 februari 1946 i Yatomi, är en japansk före detta volleybollspelare.
Iida blev olympisk guldmedaljör i volleyboll vid sommarspelen 1976 i Montreal.